# Вешала (филм)
Вешала (енгл. The Gallows) је амерички „пронађени-снимак” хорор филма из 2015. године. Филм је по изласку добио крајње негативне критике, али је зарадио 20 пута више од свог буџета.

## Радња
На 23. октобар 1993. године ученик средње школе Чарли случајно гине током школске представе под насловом „Вешала”, када се покварио механизам вешала и платформе на којој је стајао.
Двадесет година касније у истој школи група ученика се припрема да поново одржи исту ту представу. Главне улоге тумаче Фајфер и Рис, коме глума иде врло лоше, али улогу ипак прихвата зато што је заљубљен у Фајфер. Рисов пријатељ Рајан је непријатељ с једним учеником који такође ради на представи, па тај ученик наводи Риса да падне са конструкције иза позорнице. Будући да дан пре премијере Рис није спреман за улогу, Рајан му предлаже да кришом саботирају сценографију, те да на тај начин представа буде отказана, а Рис се не осрамоти пред Фајфер. 
Током ноћи Рис, Рајан и Рајанова девојка Касиди ушуњају се у школу и почну да ломе сценографију на позорници, али их у томе затиче Фајфер. Њих четворо покушавају да напусте школу, али откривају да су сва врата закључана и да немају сигнала на мобилним телефонима. Разне необјашњиве појаве почињу да се дешавају по школи, а на тренутак нека невидљива сила подигне Касиди у ваздух и остави јој ране на врату. Рис схвата да је Чарли пре 20 година наступао као замена за Рисовог оца, и група налази телевизијски снимак о Чарлијевој смрти, у којем се појављује Чарлијева девојка Алексис. Рајан покушава да се попне на мердевине не би ли побегао кроз вентилациони отвор, али пада и ломи ногу. Чарлијев дух се појављује и убија Рајана, а касније и Касиди.
Рис одлучује да се жртвује како би спасио Фајфер и допушта да га Чарлијев дух обеси на позорници. Након Рисове смрти, Фајфер и Чарлијев дух заједно се поклањају на позорници док им из публике аплаудира Алексис.
Фајфер је у ствари ћерка од Алексис и њих две су одраније планирале да призову Чарлијев дух и освете се онима које сматрају кривим за његову смрт. Касније, двојица полицајаца улазе у дом Алексис и Касиди, где их Чарли убија.

## Улоге
| Глумац          | Улога              |
| --------------- | ------------------ |
| Рис Мишлер      | Рис                |
| Фајфер Браун    | Фајфер             |
| Касиди Гифорд   | Касиди             |
| Рајан Шус       | Рајан              |
| Џеси Крос       | Чарли              |
| Алексис Шнајдер | Алексис (1993)     |
| Мелиса Братон   | Алексис (2013)     |
| Прајс Т. Морган | Дечак за позорницу |
| Дејвид Херара   | Дејвид домар       |
| Травис Клаф     | Гдин Швендиман     |
| Маки Бурт       | Навијачица         |
| Џон Хејлс       | Краљ               |